# Theridion acutitarse
Theridion acutitarse är en spindelart som beskrevs av Simon 1900. Theridion acutitarse ingår i släktet Theridion och familjen klotspindlar. Inga underarter finns listade i Catalogue of Life.